# Hoka
La família de hoka és l'agrupació hipotètica de petites famílies de llengües ameríndies parlades a Califòrnia i Mèxic, i depenent dels autors el grup estaria format entre 15 i 40 llengües. Estant prop del segle des que es va proposar l'existència d'aquesta família, s'ha trobat alguna evidència addicional que permeten sostenir-la com un agrupament genètic plausible. Encara que algunes famílies hoka poden ser relacionades, especialment les del nord de Califòrnia, alguns lingüistes segueixen considerant que la hipòtesi hoka està encara per comprovar-se com a vàlida. L'etiqueta és emprada com un mitjà per simplificar l'anàlisi d'una de les regions més diverses del planeta, lingüísticament parlant.
El nom hoka està difusament basat en la paraula per a dos en diversos llenguatges pertanyents a aquest gran grup lingüístic: χwak en proto-yuma, c-oocj ([k-oːkx] segons l'Alfabet Fonètic Internacional), en seri, hak en achomawi, etc.
Les llengües hoka són parlades pels indígenes pom, en la costa californiana, així com per altres grups al voltant de la muntanya Shasta i el llac Tahoe, i els grups yuma que viuen en les riberes del riu Colorado. Alguns lingüistes inclouen en aquest grup les llengües chumash, però l'evidència no sembla suficient. L'idioma yurumanguí de Colòmbia també ha estat inclòs en aquesta classificació per Rivet, igual que les llengües extintes del sud de la península de Baixa Califòrnia. No obstant això, aquests casos han estat àmpliament qüestionats pels lingüistes històrics.

## Esbós genètic de les llengües hoka
La història de la hipòtesi hoka es remunta a la proposta de R. B. Dixon (1905) que existia un parentiu demostrable entre les llengües shasta i les llengües palaihnihanes, proposant una família shasta-achomawi. En 1913, R. B. Dixon i A. L. Kroeber van ampliar els parentius a les llengües pomo i el chimariko al que després va ser la hipòtesi hoka. També conjecturaren amb el parentiu del karuk i el yana, i van afegir les llengües yuma-cochimí i l'esselen. En 1917 Sapir va publicar algunes dades comparatives d'aquestes llengües, a més del seri, el chontal, el salinan i el chumash. En el seu article "Linguistic Families of Califòrnia" (1919), Kroeber i Dixon, incloïen sota la hipòtesi hoka les anteriors llengües i a més el washo.

## Classificació interna
No existeix una classificació única de les llengües hoka, hi ha diferències d'autor a autor tant en les llengües incloses sota el terme "hoka" com en l'agrupació externa. Una classificació de compromís basada en Kroeber, Mary R. Haas, Olmsted i les comparacions lèxiques del projecte ASJP Arxivat 2015-01-21 a Wayback Machine. sería la siguiente:

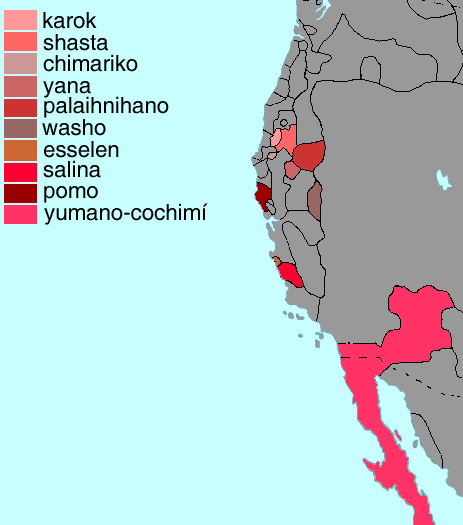
Distribució hipotètica de les llengües hoka

- Llengües hokanas septentrionals (8 Llengües)
  - washo[5] (1)
  - karuk[5] (1)
  - Llengües shasta-palaihnihanes[2] (6)
    - Llengües palaihnihanes (2)
    - Llengües shasta (4)
- Llengües hoka centrals (25 Llengües)
  - yana (1)
  - Chimariko (1)
  - Llengües pomo-yuma[6] (17)
    - Llengües pomo (7)
    - esselen (1)
    - Llengües yuma-cochimí (9)
    - Llengües seri-salinero (3)
      - salinan (2)
      - seri (1)

  - Llengües chumash (6)
- Llengües hoka meridionals (Llengües tolateques) (5 Llengües)
  - Llengües tequistlateques (3)
    - chontal d'Oaxaca (amb dues varietats) (2)
    - tequistlateco (1)

  - Llengües jicaque (2)
    - jicaque (1)
    - tol (1)

Altres llengües que Sapir i altres autors han relacionat amb les anteriors, però de la que sembla existir-ne poca evidència a favor són:
- Llengües del SE. de Nord-amèrica:[7]
  - Llengües comecrudo (3 llengües)
  - Coahuiltec (1)
  - Cotoname (1)
  - Karankawa (1)
  - Tonkawa (1)
  - Atakapa (1)

### Comparació lèxica
L'evidència en favor de la hipòtesi hoka es basa en principalment en comparacions lèxiques, i en menor mesura evidències morfològiques. Aquestes comparacions en general no són suficientment detallades com per establir correspondències fonètiques regulars i menys per reconstruir un inventari fonològic pel proto-hoka amb seguretat. Les reconstruccions de Mary Haas suggereixen que la majoria de llengües hoka van experimentar nombroses elisions vocàliques i una reducció del nombre de síl·labes. A més algunes formes reconstruïdes suggereixen l'existència de metàtesi que no s'entenen bé, en derivar les formes modernes de diferents proto-formes amb metàtesis la reconstrucció s'enfosqueix.
Quant a les formes lèxiques que presenten certa semblança al llarg de la família estan::
| GLOSA   | Karuk | Chimariko | Shasta  | Esselen | Palaihnih. | Pomo     | Seri | Yuma     | Yuma   | Yuma   | Yuma   | Salinan | Chumash |
| GLOSA   | Karuk | Chimariko | Shasta  | Esselen | Achomawi   | Pomo     | Seri | Diegueño | Kiliwa | Mohave | Pai    | Salinan | Chumash |
| ------- | ----- | --------- | ------- | ------- | ---------- | -------- | ---- | -------- | ------ | ------ | ------ | ------- | ------- |
| 'dos'   | axak  | xoku      | xukʔa   | ulax    | xaʔq       | xots     | __   | xwak     | xawak  | xavik  | xuwaga | xakić   | __      |
| 'home'  | avans | __        | awatíqa | efexe   | __         | *hiʔbaya | __   | __       | __     | ipa    | apa    | __      | __      |
| 'gos'   | __    | __        | __      | __      | xoma       | xayu     | haxz | xut      | θat    | xatčop | axat   | xutć    | xuču    |
| 'aigua' | aas   | aqa       | ačsa    | asanax  | as         | *ʔahqha  | hax  | xa       | exaa   | axa    | axa    | __      | ʔoʔ     |

No està del tot clara la regularitat de les correspondències en el quadre anterior encara que pot especular-se amb reconstruccions properes a *xwak- / *hoka 'dos', *i-bay- 'home', *xotč- 'gos' i *ʔaxa(s)- 'aigua'.
Algunes reconstruccions addicionals, que mostren correspondències regulars no trivials, foren publicades per Mary R. Haas (1963):
| GLOSA         | PROTO- SHASTA | PROTO- PALAIH. | PROTO- POMO | Yana   | Karuk | Chimar. | PROTO- YUMA           | PROTO- HOKA              |
| ------------- | ------------- | -------------- | ----------- | ------ | ----- | ------- | --------------------- | ------------------------ |
| 'orella'      | *ísamakʼ      | *ísamaK        | *išamál     | malʔgu |       | -sam    | *išamárika *išamákari | *išamarukʼa *išamákʼaru  |
| 'fetge'       | *č-ímapasi    | *iwapasi       |             | ima    | váfiš | -ši     | *imačipasí            | *č-imapasi *imačipasi    |
| 'melic'       | *ímaraw       | alu (achom.)   |             | lakʼi  | ʔárup | -napu   | *imalikwí *imakwáli   | *imarakʼwi *imakʼwari    |
| 'coll (nuca)' | *ímapka       | *iwapaKi       |             |        | vúˑp  | -kki    | *amipúki              | *imapaki *amipaki        |
| 'nas'         | *č-imari      | *yaw̃ari *iw̃ari | *ilaw̃a      |        |       |         |                       | *yamari *imari *irama    |
| 'llengua'     | ipwá (Okw.)   | *ipali __      | *ipál __    | bawal- | ápri- | -pen    | *ipáli                | *ipari *ipawari *ipariwa |

Per a 'llengua' hi ha formes relacionades en chumash (elʔew, elew <*ipariwa), en washo (alŋ <*ipariwa) i en salinan (épal, ipaL <*ipari), seri (apɬ <*ipari) i chontal (pala, peɬ- <*ipari).

### Pronoms
Un fet assenyalat per Ruhlen i altres és una tendència a marcar la primera persona amb n- i la segona persona amb m-, però aquest patró sembla limitat a algunes branques i no s'observen correspondències regulars en el sistema pronominal:
| GLOSA               | Karuk   | Chimariko | Shasta | Esselen | Palaihnih. | Pomo              | Seri | Yuma               | Yuma    | Yuma         | Yuma                 | Salinan                  | Chumash            |
| GLOSA               | Karuk   | Chimariko | Shasta | Esselen | Atsugewi   | Pomo              | Seri | Diegueño           | Kiliwa  | Mohave       | Yuma                 | Salinan                  | Chumash            |
| ------------------- | ------- | --------- | ------ | ------- | ---------- | ----------------- | ---- | ------------------ | ------- | ------------ | -------------------- | ------------------------ | ------------------ |
| 1a persona singular | naˑ     | nout      | yáʔa   | eni     | àk         | ha                | ʔɛ   | ʔənya              | nyaʔpt  | inyétc       | ʔanyaˑc              | k'eʔ                     | noi                |
| 2a persona singular | ʔiˑm    | mamut     | máʔi   | nemi    | mìʔ        | ma                | mɛ   | maˑ                | maʔpt   | mantc        | manyc                | moʔ                      | pii                |
| 3a persona singular | ʔuˑm    | hamut     | kwaʦ   | lal     | àʦʦé       | mip (m.) mit (f.) | tiiχ | pəya (c.) puˑ (d.) | paat    | huvatce      | vasác (c.) avác (d.) | heoʔ                     | kai (c.) qòlò (d.) |
| 1a persona plural   | nüˑ     | natcidut  | ʦàkká  | lec     | móhʦà      | wa                | ʔɛ   | ʔənyawup           | panyapt | inyétcabite  | ʔanyecəc             | mom                      | kiku               |
| 2a persona plural   | ʔiˑmkun |           | màkká  | nomete  | móhʦà      | mal               | mɛ   | mənyawup           | pamaʔpt | mantcawite   | mácəc                | hewoʔt                   | piku               |
| 3a persona plural   | ʔuˑmkun |           | kwaʦ   | latc    | àʦʦé       | bek               | taaχ | pup                | paacawt | inyétcawínte |                      | kaiwum (c.) qòlòwum (d.) |                    |

## Criticisme a la hipòtesi hoka
Hi ha molts dubtes pel que fa a l'anomenada família lingüística hokan En el seu resum de la hipòtesi, Margaret Langdon, qui era aficionada de la hipòtesi de la família hoka, reporta (1974) la proposta de Sapir pel que fa a la relació entre el Salinan de Califòrnia i el seri, però no la repeteix en el seu resum. En el seu lloc, suggereix en un petit paràgraf, que possiblement el seri, el chumash, i el chontal d'Oaxaca formen una família. Aquesta idea no ha rebut més suport. Campbell (1997), qui adopta una posició conservadora pel que fa a les relacions genètiques, inclou les dues llengües com a llengües aïllades. Marlett (2001) intenta avaluar la relació de seri a les altres llengües suposadament hoka i assenyala que l'evidència és massa pobra. La suposada relació entre seri i salinan s'examina una altra vegada a Marlett (2008) i es rebutja per falta d'evidència.
Hamp (1998) presenta certs principis per a la classificació genètica de les llengües: que "és il·lícit establir una relació genètica per a una llengua o família, la relació de la qual no ha estat demostrada", i que "la disseminació d'aquelles suposades relacions pot confondre greument al públic, un públic no equipat per comprovar aquelles falles tècniques." Moltes de les propostes de la primera meitat del segle XX estan en procés d'avaluació sistemàtica. Aquest procés hauria de resultar en diversos canvis en les llistes de famílies que apareixen en enciclopèdies i llibres que anteriorment acceptaven les propostes de relació llunyana sense exigir l'evidència necessària. Dixon (1997) també critica durament les propostes de relació llunyana que no han presentat les dades necessàries per comprovar les hipòtesis i demana que no es presentin de la mateixa forma que els treballs seriosos.